# 馬克薩斯紅杜父魚
馬克薩斯紅杜父魚，為輻鰭魚綱鮋形目杜父魚亞目隱棘杜父魚科的其中一種，為深海魚類，分布於南冰洋Kerguelen海底平原，棲息深度494-714公尺，體長可達12公分，棲息在大陸棚、大陸坡底層水域，生活習性不明。

## 扩展阅读
維基物種上的相關：馬克薩斯紅杜父魚